# Eugenie Kaufmann

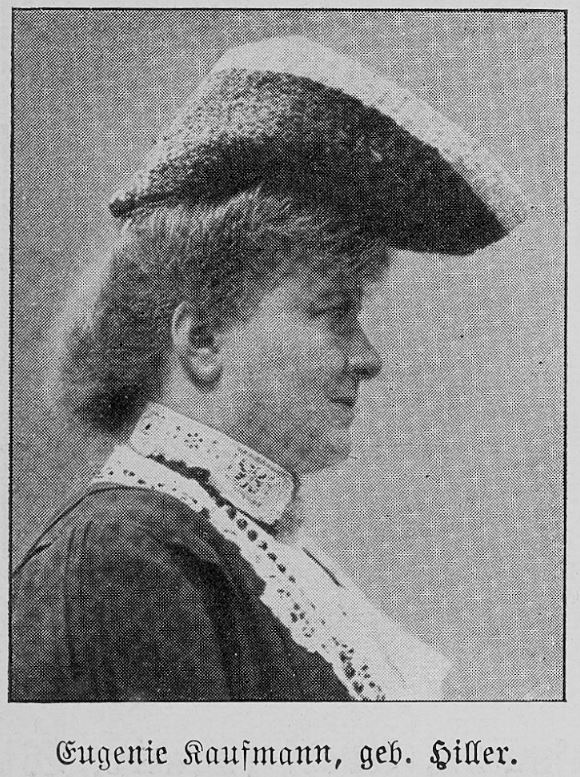
Eugenie Kaufmann (vor 1912)

Eugenie Kaufmann, geborene Hiller (* 15. Mai 1867 in Essek (heute Osijek), Slawonien; † 1. Juni 1924 in Berlin), war eine deutsche Malerin und Bildhauerin. Im Jahr 1912 gründete sie in Karlsruhe gemeinsam mit der Malerin Dora Horn-Zippelius den Bund Badischer Künstlerinnen (BBK).

## Leben
Eugenie Kaufmann wurde am 15. Mai 1867 in der slawonischen Stadt Essek geboren. Sie war die zweite Tochter des jüdischen Kaufmanns Karl Hiller (1833–1867) und dessen Ehefrau Léontine, geb. Kafka (1842–1905), einer Kaufmannstochter aus Wien. Ihr Vater, der in Essek eine Großhandlung mit Nürnbergerwaren betrieben hatte, starb wenige Monate nach ihrer Geburt. Ihre Mutter heiratete im Jahr 1872 in Wien den wesentlich älteren Witwer Jacob Moor (1821–1904), der zwei Stiefkinder und ein leibliches Kind aus seiner ersten Ehe mit in die neue Familie brachte. Zwischen 1872 und 1881 kamen in Wien weitere fünf Halbgeschwister Eugenies zur Welt, für die sie gemeinsam mit ihrer älteren Schwester Laura (* 1865) teilweise die Mutterrolle übernehmen musste.
Gerade 18 Jahre alt geworden, heiratete Eugenie Kaufmann am 18. Mai 1885 den aus Ingenheim stammenden jüdischen Kaufmann Nathan Kaufmann und übersiedelte mit ihm nach Mannheim, wo im Jahr 1887 ihr Sohn Carl Stephan und im Jahr 1889 ihre Tochter Margaretha geboren wurde.
Erst ab 1898, nach einer überstandenen Erkrankung, gestand sich Eugenie Kaufmann zu, ihrem länger schon vorhandenen Wunsch nach einer künstlerischen Ausbildung nachzugehen. Sie besuchte die unter der Schirmherrschaft von Großherzogin Luise stehende Malerinnenschule, die heutige Staatlichen Akademie der Bildenden Künste, in Karlsruhe und danach das Staedelsche Institut in Frankfurt am Main. Nachdem sie an einer Augenkrankheit erkrankt war, wandte sie sich zunehmend von der Malerei ab und der Bildhauerei zu. Ihre Lehrer waren Ernst Rittweger in Frankfurt, Ludwig Habich in Darmstadt und Cipri Adolf Bermann in München. Zu Kaufmanns Werken gehörten zahlreiche Porträtbüsten in Gips und Marmor sowie Reliefs.
Im Bereich der angewandten Graphik entwarf sie Buchtitel und zeichnete Exlibris, beispielsweise für das Werk Aus der Kunststadt Karl Theodors.
Um 1900 fertigte der Maler Michael Koch (1853–1927), der sich zu jener Zeit gerade in Mannheim niedergelassen hatte, zahlreiche Pastellporträts von Damen der Mannheimer Gesellschaft an, darunter auch eines von Eugenie Kaufmann, dessen Verbleib jedoch nicht bekannt ist.
Im Jahr 1912 gründete Kaufmann in Karlsruhe gemeinsam mit der dort wohnenden Malerin Dora Horn-Zippelius (1867–1924) den Bund Badischer Künstlerinnen (BBK) und war dessen erste Vorsitzende und Delegierte. Sie engagierte sich auch in der Mannheimer Frauenbewegung. Während des Ersten Weltkriegs setzte sie sich gemeinsam mit Eugenie Lill für die Einrichtung einer Auskunftsstelle für Kriegsgefangene in Mannheim ein.
Eugenie Kaufmann starb am 1. Juni 1924 wenige Wochen nach Vollendung ihres 47. Lebensjahres in Berlin.

## Gedenken
Die Stadt Mannheim benannte im Jahr 1999 zu ihrem Gedenken die Eugenie-Kaufmann-Straße im Stadtteil Neuhermsheim nach der Künstlerin.

## Werke (Auswahl)
- Erda-Brunnen, ein Monumentalbrunnen[2]
- Semmelweis-Relief beim Wöchnerinnenasyl in Mannheim (1907)[2]
- Großherzog Friedrich-und-Großherzogin-Luise-Denkmal auf dem Feldbergturm[2]
- Büsten des Mannheimer Musikverlegers Emil Heckel (1831–1908) und seines Sohnes Karl Heckel (1858–19..)
- Relief des Mannheimer Oberbürgermeisters Otto Beck